# Tutta la luce che non vediamo (miniserie televisiva)
Tutta la luce che non vediamo (All the Light We Cannot See) è una miniserie televisiva statunitense del 2023 ideata da Shawn Levy e Steven Knight.
La miniserie è l'adattamento televisivo dell'omonimo romanzo del 2014, vincitore del premio Pulitzer per la narrativa, scritto da Anthony Doerr.

## Trama
Francia, 1944. Le vicende di due adolescenti: la francese Marie-Laure, una ragazza cieca, e Werner Pfennig, un giovane tedesco costretto a combattere per la Germania nazista nella seconda guerra mondiale.

## Puntate
| n° | Titolo originale | Titolo italiano | Prima TV USA    | Prima TV Italia |
| -- | ---------------- | --------------- | --------------- | --------------- |
| 1  | Episode 1        | Episodio 1      | 2 novembre 2023 | 2 novembre 2023 |
| 2  | Episode 2        | Episodio 2      | 2 novembre 2023 | 2 novembre 2023 |
| 3  | Episode 3        | Episodio 3      | 2 novembre 2023 | 2 novembre 2023 |
| 4  | Episode 4        | Episodio 4      | 2 novembre 2023 | 2 novembre 2023 |

## Produzione
Nel marzo 2019 Netflix ha acquistato i diritti del romanzo Tutta la luce che non vediamo per farne una miniserie televisiva sotto la produzione di Josh S. Barry, Dan Levine e Shawn Levy. Nel settembre 2021 Netflix ha annunciato che la miniserie sarà divisa in quattro puntate, sarà sceneggiata da Steven Knight e diretta da Shawn Levy.

### Riprese
Le riprese della miniserie si sono svolte tra marzo e luglio 2022 in tre location principali: Budapest, Saint-Malo e Villefranche-de-Rouergue.

## Promozione
Il primo teaser trailer della miniserie è stato diffuso il 18 aprile 2023.

## Distribuzione
La miniserie è stata distribuita su Netflix a partire dal 2 novembre 2023.

## Riconoscimenti
- 2024 - Directors Guild of America Award[4]
  - Candidatura alla miglior regia in un film per la televisione o miniserie televisiva a Shawn Levy
- 2024 - Producers Guild of America Awards[5]
  - Candidatura alla miglior miniserie o film per la televisione